# Trần Quyết Chiến
Trần Quyết Chiến (sinh này 25 tháng 2 năm 1984) là một cơ thủ bi-a người Việt Nam. Là người đã bốn lần giành chức vô địch World Cup Carom 3 băng do Liên đoàn Billiard thế giới (UMB) tổ chức vào các năm 2018, 2023 và 2024, anh hiện là cơ thủ số một Việt Nam và giữ vị trí số 1 thế giới.

## Tiểu sử
Cơ thủ Trần Quyết Chiến sinh ngày 25 tháng 2 năm 1984 tại xã Sơn Tân (nay là xã Tân Mỹ Hà), huyện Hương Sơn, tỉnh Hà Tĩnh. Khi lên 5 tuổi, anh đã cùng cha mẹ và anh trai chuyển vào Cà Mau lập nghiệp ở vùng kinh tế mới. Năm Quyết Chiến 12 tuổi, cha anh đã mua một bàn bi-a lỗ về cho những thanh niên trong xóm đánh để kiếm thêm thu nhập. Anh có niềm đam mê với bi-a từ đó và thường quanh quẩn bên cạnh để xem rồi học lỏm từ người lớn. Tranh thủ những lúc bàn trống thì anh thường chơi cùng với người bạn thời thơ ấu. Một thời gian sau, do ít có khách chơi nên cha anh đã bán bàn và anh phải qua xóm bên chơi bi-a phăng (carom tự do).
Khi trưởng thành, do kinh tế gia đình khó khăn nên Quyết Chiến đã bỏ dở việc học và đi làm thêm nhiều nghề từ công nhân, phục vụ quán nhậu đến nhân viên trông coi bàn bi-a. Năm 22 tuổi, anh mới lần đầu tiếp xúc với bi-a carom 3 băng. Vì quá đam mê nên anh đã quyết định dùng tiền tiết kiệm và mượn thêm chủ quán để mua một cây cơ "xịn" giá 2,7 triệu đồng vào năm 2008. Kể từ đó anh bắt đầu tham gia thi đấu và giành giải ở các câu lạc bộ mở rộng.

## Sự nghiệp
2012–2017: Những dấu mốc đầu tiên
Năm 2012 đánh dấu lần đầu tiên anh giành huy chương đồng Giải billards carom châu Á ở nội dung carom 3 băng. Trước đó, ở trận tứ kết Quyết Chiến đã vượt qua cơ thủ đồng hương là Nguyễn Quốc Nguyện với tỷ số 3–1. Còn trong trận bán kết, anh để thua Takeshima với tỷ số 1–3. Năm 2014, anh đã vào đến tứ kết Cúp thế giới nhưng phải dừng bước trước nhà vô địch năm đó là Dick Jaspers. Đến năm 2016, Quyết Chiến gây bất ngờ lớn khi giành huy chương bạc World Cup carom 3 băng tại Guri, Hàn Quốc. Đây là giải mà anh phải tự lo kinh phí đi thi, cũng không được vào thẳng vòng đấu chính thức mà phải bắt đầu từ vòng sơ loại. Đặc biệt, anh đã hạ chính Dick Jasper ở trận bán kết và chỉ chịu thua trước Jeremy Bury. Tuy nhiên, phong độ của Quyết Chiến chưa thực sự ổn định khi để thua đối thủ 18 tuổi Cho Myung Woo rồi bị loại ở vòng 1/8 World Cup chỉ một năm sau đó. Tại giải này, anh là cơ thủ duy nhất trong số 9 tay cơ của Việt Nam qua vòng 1/16 và được xếp hạng 15 thế giới, hơn đối thủ tới 19 bậc.
2018–nay: Ba lần vô địch thế giới
2018 là năm thành công lớn với Trần Quyết Chiến khi anh lần đầu tiên vô địch World Cup carom 3 băng tổ chức tại thành phố Hồ Chí Minh. Anh cũng nhận được khoản tiền thưởng cao thứ 6 trong giới bi-a năm đó với tổng cộng 118.000 USD (khoảng 2,7 tỷ VND). Trong số này có 18.500 USD từ cúp vàng thế giới và hơn 70.000 USD từ chức vô địch LG U+ Cup ở Hàn Quốc. Năm 2019, Quyết Chiến tiếp tục giữ vững phong độ và giành chức vô địch châu Á, hạ Cho Myung Woo – người từng đánh bại anh hai năm trước đó. Trong các năm 2020 và 2021, Giải thế giới bị tạm hoãn do ảnh hưởng của dịch Covid-19, Quyết Chiến trụ hạng số 7 thế giới. Tới năm 2022, anh lần đầu tiên dự SEA Games 31 và giành huy chương vàng. Cùng năm, anh về nhì Cúp thế giới tại Ankara, Thổ Nhĩ Kỳ do lại thua trước Dick Jaspers. Năm 2023, Quyết Chiến trở lại với lần thứ hai vô địch World Cup carom 3 băng ở Porto, Bồ Đào Nha. Tại giải này, anh là hạt giống số 10 và được vào thẳng vòng bảng rồi lần lượt thắng đàn em Chiêm Hồng Thái ở bán kết và hạ hạt giống số 7 Sameh Sidhom ở chung kết. Tại giải World Championship cũng do UMB tổ chức cùng năm tại Ankara, Quyết Chiến giành ngôi vị á quân do để thua cơ thủ đồng hương là Bao Phương Vinh. Năm 2024 đánh dấu lần thứ ba Quyết Chiến vô địch World Cup tại Bogota, Colombia và tiếp tục vượt qua tay cơ người Ai Cập là Sidhom. Sau giải đấu, anh hiện đứng số 2 thế giới với 389 điểm, kém Cho Myung Woo 46 điểm.
|       | 4/2013 | 4/2014 | 4/2015 | 4/2016 | 4/2017 | 4/2018 | 4/2019 | 3/2020 | 2/2021 | 4/2022 | 4/2023 | 3/2024 |
| ----- | ------ | ------ | ------ | ------ | ------ | ------ | ------ | ------ | ------ | ------ | ------ | ------ |
| Hạng  | 38     | 18     | 18     | 12     | 15     | 16     | 6      | 7      | 7      | 3      | 12     | 2      |
| Điểm  | 70     | 143    | 133    | 157    | 198    | 174    | 264    | 270    | 270    | 347    | 218    | 389    |
| Nguồn | [ 17 ] | [ 18 ] | [ 19 ] | [ 20 ] | [ 21 ] | [ 22 ] | [ 23 ] | [ 10 ] | [ 11 ] | [ 24 ] | [ 25 ] | [ 26 ] |

Sự cố bỏ giải
Khi nói về bản thân, Quyết Chiến cho biết anh "lúc nào cũng có cái máu cạnh tranh" và "muốn tham gia tất cả các giải đấu, trong nước cũng như quốc tế". Tuy nhiên, anh cùng với cả đoàn bi-a Việt Nam đều bỏ lỡ chặng World Cup Porto, Bồ Đào Nha vào tháng 7 năm 2018 vì không kịp làm visa. Vào tháng 9 năm 2023, Quyết Chiến bất ngờ tuyên bố bỏ dở giải sau trận thi đấu phát sóng trực tiếp được UMB tổ chức cùng Liên đoàn Billiards & Snooker Trung Quốc ở Thượng Hải. Nguyên nhân được Sở Văn hóa Thể thao Thành phố Hồ Chí Minh xác nhận là bởi các đoạn phim đã bị lồng ghép hình bản đồ Trung Quốc có chứa đường lưỡi bò. Trong lúc thi đấu, do tập trung cao độ và vị trí ngồi quay lưng với màn hình nên Quyết Chiến không nhận ra. Sau khi biết được thông tin, anh đã ngay lập tức liên hệ với huấn luyện viên để xin ý kiến và được sự đồng ý. Chủ tịch UMB sau đó còn mong hai thầy trò đưa ra lời giải thích nhẹ nhàng với ban tổ chức nhưng đã bị anh từ chối. Hành động của Quyết Chiến nhận được sự ủng hộ lớn từ người hâm mộ và được Sở Văn hóa đánh giá cao về "trách nhiệm công dân, lòng tự tôn dân tộc".

## Đời tư
Quyết Chiến đã kết hôn và có hai con gái. Gia đình anh hiện đang sinh sống ở quận Bình Thạnh, thành phố Hồ Chí Minh và có một câu lạc bộ bi-a mang tên anh trên đường Xô Viết Nghệ Tĩnh.